# Mulholland Highway
Pour les articles homonymes, voir Mulholland.
Ne doit pas être confondu avec Mulholland Drive.
Mulholland Highway est une autoroute de la région de Los Angeles créée en 1924 et qui relie Mulholland Drive — en partant de la ville de Calabasas — à la California State Route 1 (aussi connue sous le nom de Pacific Coast Highway) — à quelques kilomètres de Malibu notamment —, offrant un parcours panoramique à travers les monts Santa Monica.
Elle porte ce nom d'après William Mulholland, un ingénieur ayant participé à la création de l'autoroute. Il a aussi, notamment, conçu l'aqueduc de Los Angeles au début du XXe siècle, et ainsi contribué au développement de l'agglomération angeline.

## Historique
Inaugurée en 1924, l'autoroute doit son nom à William Mulholland, un ingénieur ayant notamment conçu l'aqueduc de Los Angeles (aussi appelé Owens Valley Aqueduct) en 1913, et ainsi contribué au développement du Grand Los Angeles. La préouverture de l'autoroute se fait en sa présence et celle d'autres personnalités importantes de l'époque (telles que Moses Sherman (en)). L'ingénieur chargé du projet est Dewitt Reaburn,.

## Description

### Parcours

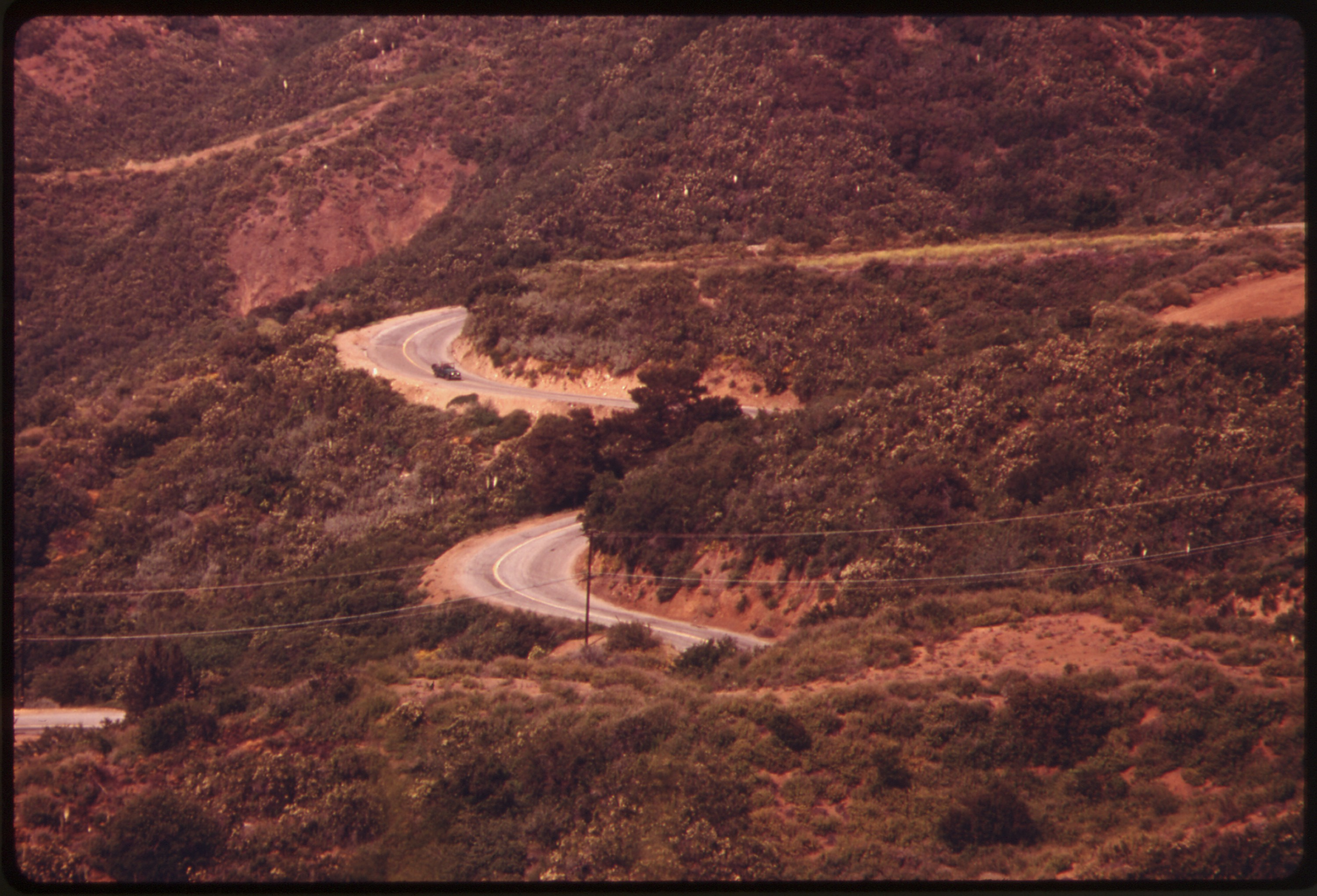
L'autoroute est célèbre pour son aspect sinueux.

Mulholland Highway, longue d'environ 50 km, est le prolongement vers l'ouest de Mulholland Drive, les deux axes formant un ensemble de 88 km, le Mulholland Scenic Parkway and Corridor.
L'autoroute Mulholland permet essentiellement de rejoindre, au sud des monts, la California State Route 1, une route californienne qui longe toute la côte de l'océan Pacifique. Ces deux routes constituent un axe mineur, concurrencé par l'Interstate 5 par exemple, qui permet quant à elle une liaison complète du nord au sud de la côte Ouest américaine.
La région où se situe l'autoroute abrite une population de pumas. Plusieurs d'entre eux ont déjà été vus sur le bord de l'autoroute Mulholland attaquer d'autres animaux sauvages,.

### Aire panoramique
La Mulholland Highway comprend une aire panoramique notable, contre sept sur la Mulholland Drive.

#### Aire Alisa B. Katz Las Virgenes Valley
Située sur Mulholland Highway, à l'est de Malibu Canyon Drive, l'aire Alisa B. Katz Las Virgenes Valley offre une vue panoramique sur les prairies de la vallée de Las Virgenes et sur les rochers escarpés du Malibu Creek State Park.